# Зеленчанська ділянка
Зеленча́нська діля́нка — ботанічна пам'ятка природи місцевого значення в Україні. Розташована на території Тернопільського району Тернопільської області, при північній околиці села Зеленче, в межах лісового урочища «Дача Теребовлянська». 
Площа — 4,6 га. Статус отриманий у 1990 році. Перебуває у віданні ДП «Тернопільське лісове господарство» (Теребовлянське лісництво, кв. 105, вид. 7). 
Статус присвоєно для збереження частини лисового масиву з цінними насадженнями граба.